# El Geish
El Geish é um clube de futebol do Egito. Disputa atualmente a Primeira Liga Egípcia.

## História
O clube foi fundado em 1997, pertencendo às forças armadas egípcias. Foi inicialmente fundada com o nome de El Geish El Masry e em seguida, renomeada como Tala'ea El Geish durante a temporada 2004-2005.
Na temporada 2019-20, chegou na primeira final de Copa Egito de sua história, perdendo nós pênaltis para o Al Ahly por 3-2. No dia 21 de setembro de 2021, no Estádio Borg El Arab após um zero a zero, El Geish conquista seu primeiro título em toda sua história , dando o troco no Al Ahly na final , por 3-2 nós pênaltis.

## Títulos
| Nacionais | Nacionais          | Nacionais | Nacionais  |
|           | Competição         | Títulos   | Temporadas |
| --------- | ------------------ | --------- | ---------- |
| Egito     | Supercopa do Egito | 1         | 2020-21    |

- Vice-campeão : Copa Egito 2019-20

## Temporadas
17 participações na elite do Campeonato Egípcio de Futebol.[carece de fontes?]
- 2020-21 :
- 2019-20 : 12° lugar
- 2018-19 : 8° lugar
- 2017-18 : 13° lugar
- 2016-17 : 7° lugar
- 2015-16 : 12° lugar
- 2014-15 : 9° lugar
- 2013-14 : 5° lugar grupo 2
- 2012-13 : paralisado pós o Golpe de Estado no Egito em 2013 em 3 de julho de 2013 (4° lugar grupo 2).
- 2011-12 : Após o a  Tragédia de Porto Saíde em 1 de fevereiro de 2012, a temporada foi suspensa(12° lugar).
- 2010-11 : 9° lugar
- 2009-10 : 9° lugar
- 2008-09 : 7° lugar
- 2007-08 : 4° lugar
- 2006-07 : 4° lugar
- 2005-06 : 6° lugar
- 2004-05 : 10° lugar